# Gorges de Remonot
Les gorges de Remonot sont un canyon / gorges du Doubs et du défilé d'Entre-Roches, proche du hameau de Rémonot de la commune des Combes, entre Ville-du-Pont et Morteau, dans le Haut-Doubs en Franche-Comté.

## Géographie
Le Doubs serpente à cet endroit entre deux escarpements calcaires du massif du Jura, creusés par la rivière, longs de moins d'un kilomètre et hauts d'une trentaine de mètres, hérissés de sapins, le long de la route départementale 437, dans le défilé d'Entre-Roches entre Ville-du-Pont et Morteau.

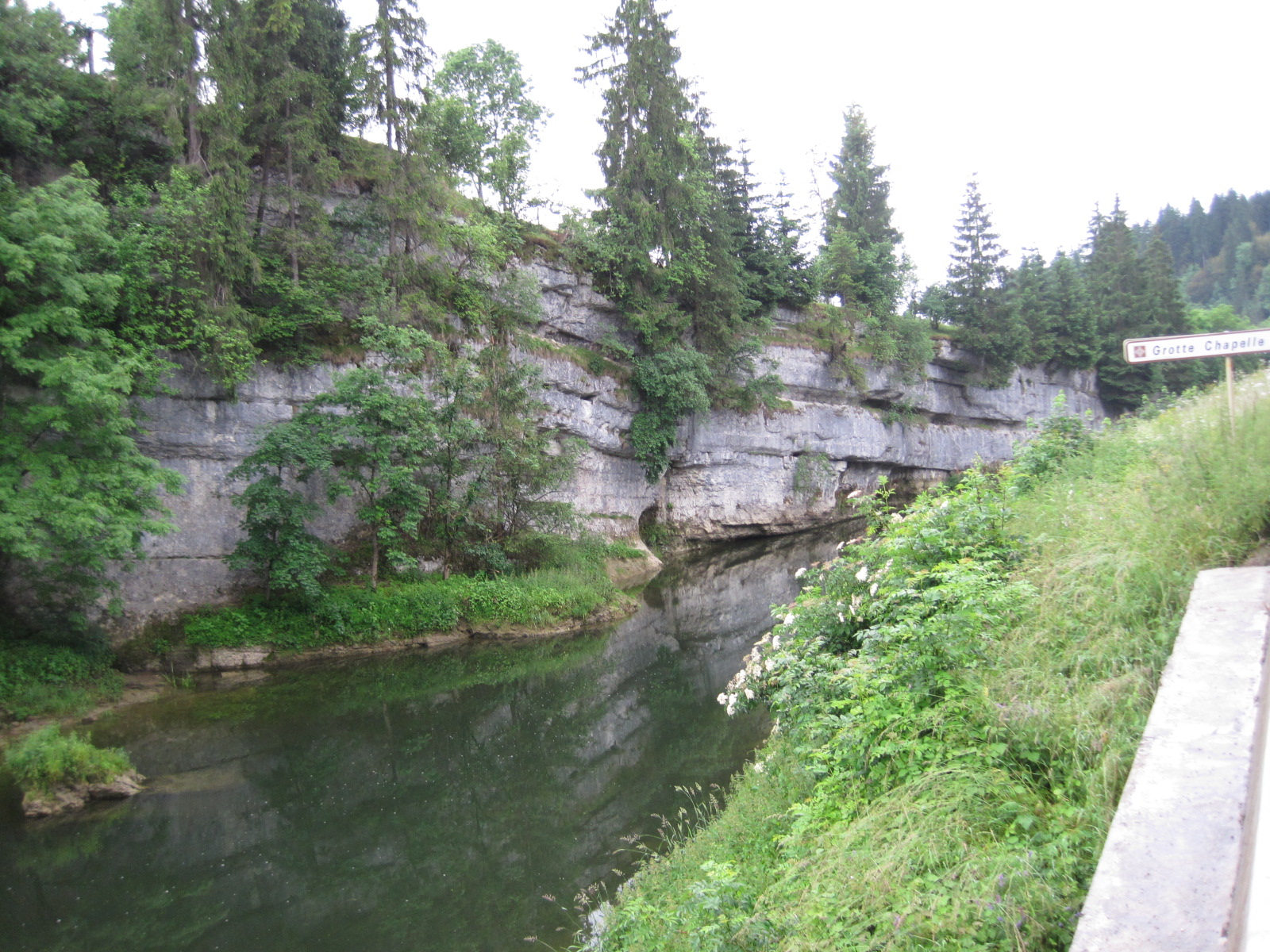
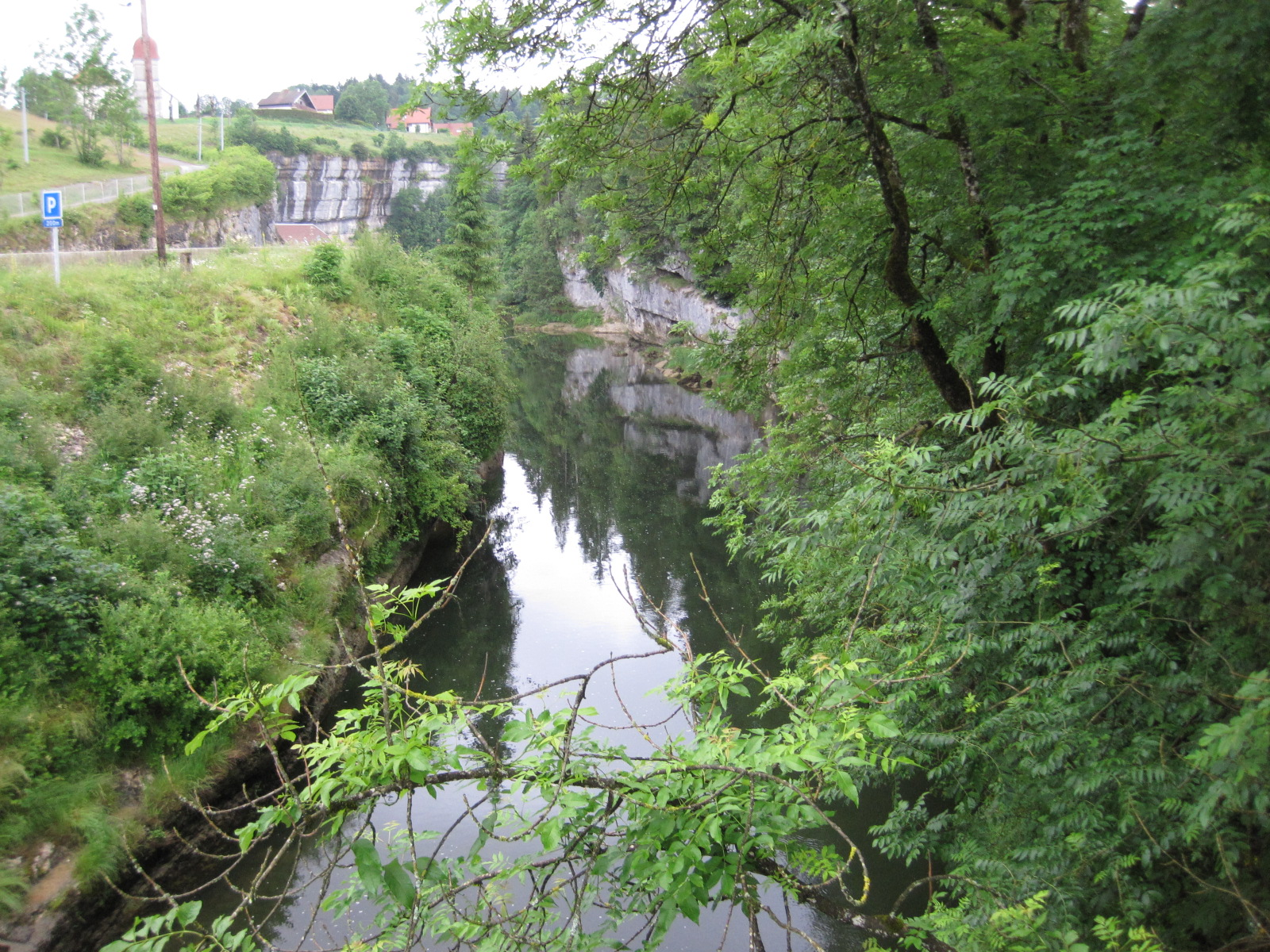
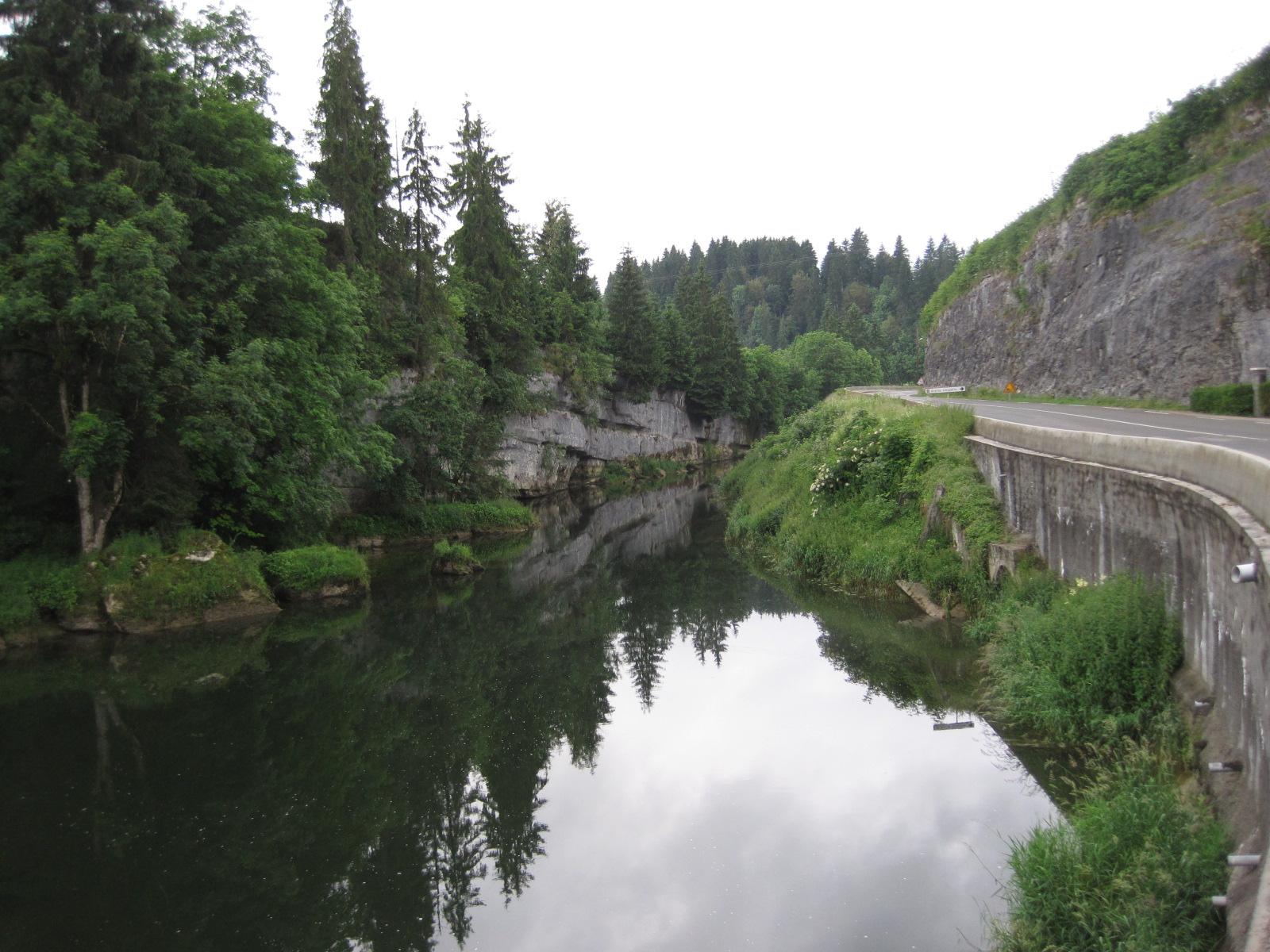
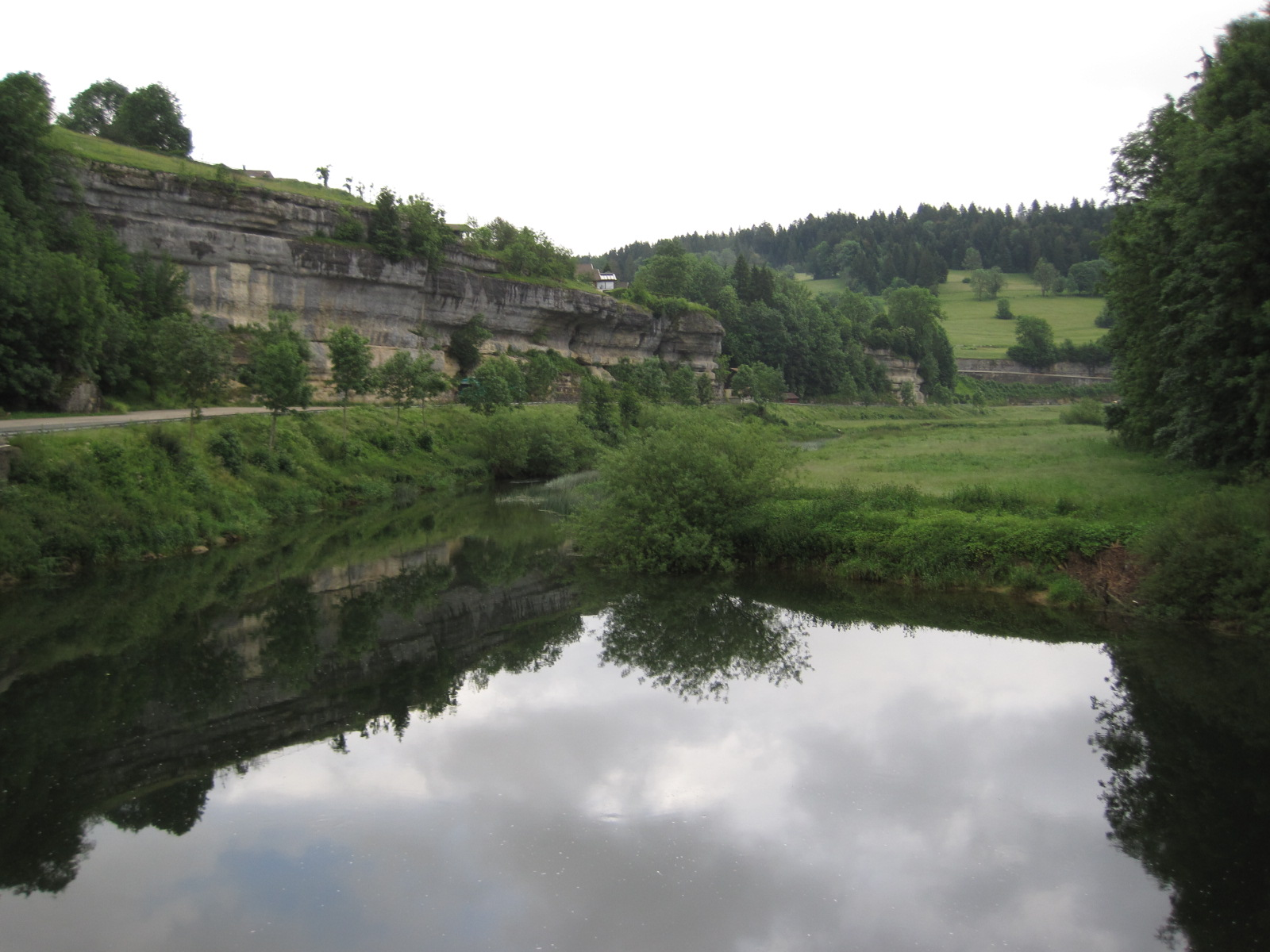

Le Doubs longe à cet endroit la grotte-chapelle de Remonot où coule un torrent souterrain.

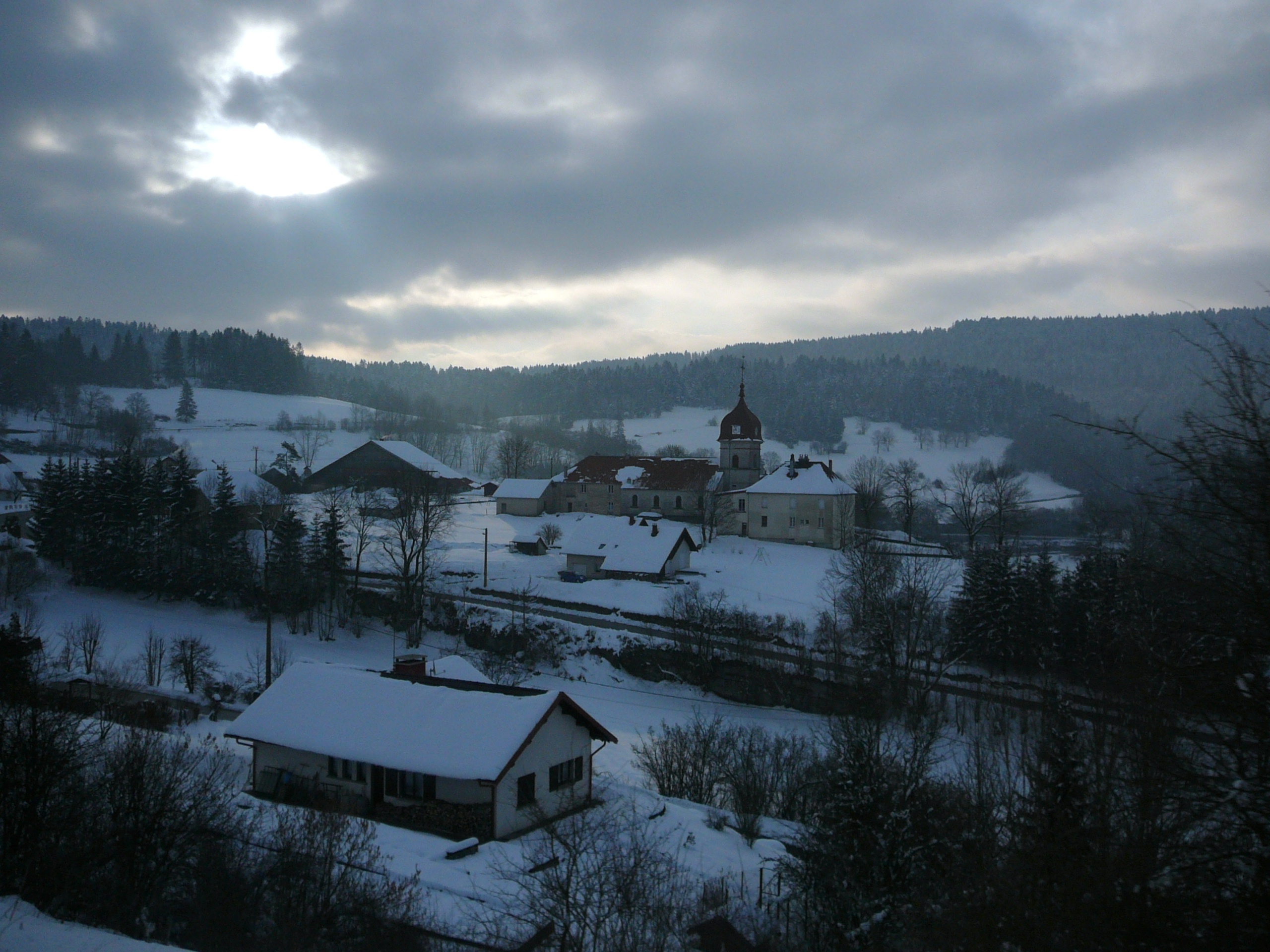
Hameau de Remonot
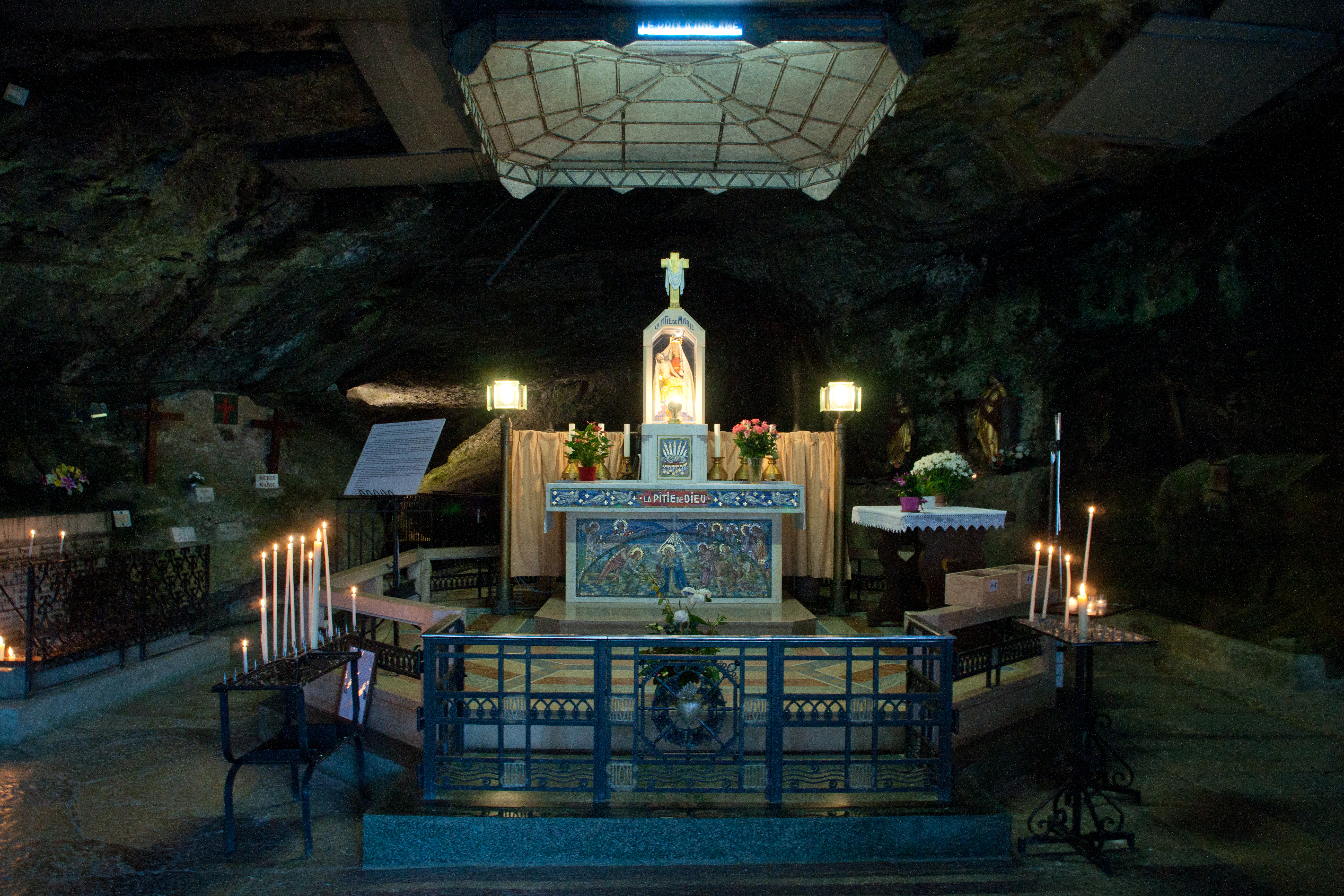
Grotte-chapelle de Remonot

## Protection - Tourisme
Les gorges font partie des sites classés du département du Doubs par la DREAL (critère : artistique) depuis 1912.